# Рок-Крік
Рок-Крік (англ. Rock Creek) — переписна місцевість (CDP) в США, в окрузі Джефферсон штату Алабама. Населення — 1471 особа (2020).

## Географія
Рок-Крік розташований за координатами 33°28′38″ пн. ш. 87°4′52″ зх. д. / 33.47722° пн. ш. 87.08111° зх. д. (33.477227, -87.081249).  За даними Бюро перепису населення США в 2010 році переписна місцевість мала площу 7,81 км², уся площа — суходіл.

## Демографія
Згідно з переписом 2010 року, у переписній місцевості мешкало 1456 осіб у 576 домогосподарствах у складі 447 родин. Густота населення становила 186 осіб/км².  Було 615 помешкань (79/км²).
Расовий склад населення:
| - 97,5 % — білих - 0,8 % — чорних або афроамериканців - 0,7 % — корінних американців - 0,2 % — вихідців з тихоокеанських островів - 0,1 % — азіатів |

До двох чи більше рас належало 0,8 %. Частка іспаномовних становила 0,0 % від усіх жителів.
За віковим діапазоном населення розподілялося таким чином: 20,5 % — особи молодші 18 років, 63,5 % — особи у віці 18—64 років, 16,0 % — особи у віці 65 років та старші. Медіана віку мешканця становила 41,0 року. На 100 осіб жіночої статі у переписній місцевості припадало 93,6 чоловіків;  на 100 жінок у віці від 18 років та старших — 95,6 чоловіків також старших 18 років.
Середній дохід на одне домашнє господарство  становив 60 958 доларів США (медіана — 52 227), а середній дохід на одну сім'ю — 70 662 долари (медіана — 68 398). Медіана доходів становила 47 188 доларів для чоловіків та 34 632 долари для жінок. За межею бідності перебувало 8,1 % осіб, у тому числі 13,5 % дітей у віці до 18 років та 5,3 % осіб у віці 65 років та старших.
Цивільне працевлаштоване населення становило 728 осіб. Основні галузі зайнятості: освіта, охорона здоров'я та соціальна допомога — 21,4 %, виробництво — 17,7 %, науковці, спеціалісти, менеджери — 14,0 %, будівництво — 12,1 %.